# Emanuel Swedenborg

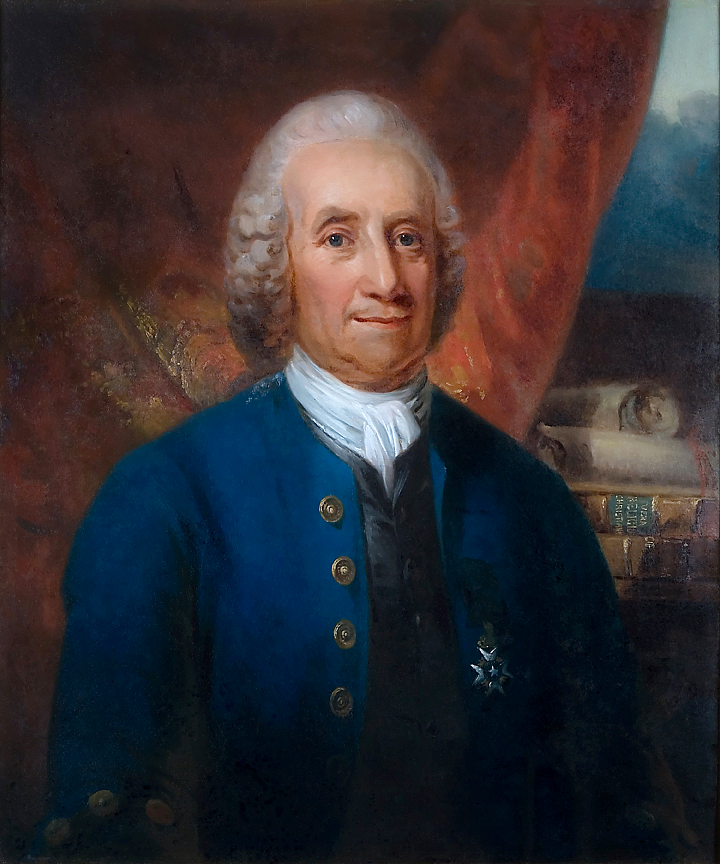
Emanuel Swedenborg, Gemälde von Carl Frederik von Breda

Emanuel (von) Swedenborg (eigentlich Swedberg; * 29. Januarjul. / 8. Februar 1688greg. in Stockholm; † 29. März 1772 in London) war ein schwedischer Wissenschaftler, Mystiker und Theosoph. Seine zahlreichen Schriften verfasste er ausschließlich in lateinischer Sprache.

## Leben
Emanuel Swedenborg wurde als Sohn des Theologen und späteren Bischofs von Västergötland Jesper Swedberg geboren und studierte an der Universität Uppsala Philologie und Philosophie, Mathematik und Naturwissenschaften, daneben auch Theologie. Er bereiste 1710–1714 England, Holland, Frankreich und Deutschland. 1716 wurde er Assessor des Bergwerkskollegiums zu Stockholm. In dieser Stellung fiel er durch mehrere mechanische Erfindungen auf. Zur Belagerung von Frederikshall ließ er 1718 sieben Schiffe auf Rollen fünf Stunden lang über Berg und Tal transportieren. Dies sowie seine Schriften über die Algebra, den Wert von Münzen, den Planetenlauf, Ebbe und Flut und weitere Themen hatten zur Folge, dass Königin Ulrike ihn 1719 unter dem Namen Swedenborg adelte.
In den folgenden Jahren bereiste er die schwedischen, sächsischen sowie später auch die böhmischen und österreichischen Bergwerke. In seinen Opera philosophica et mineralogica (1734, 3 Bände mit 155 Kupferstichen) entwickelte er auf Grundlage ausgedehnter Studien über Gegenstände der Naturwissenschaften und der angewandten Mathematik ein System der Natur, in dessen Mittelpunkt die Idee eines notwendigen mechanischen und organischen Zusammenhangs aller Dinge stand. Nach neuerlichen Reisen (1736–1740) durch Deutschland, Holland, Frankreich, Italien und England wandte
er sein Natursystem in den Schriften Oeconomia regni animalis (London 1740–1741), Regnum animale (Bände 1–2, Haag 1744; Band 3, London 1745) und De cultu et amore Dei (London 1740, 2 Bände) auch auf die belebte Schöpfung, und im Besonderen auf den Menschen, an. Bei seinen Besuchen in London besuchte er auch die Fetter Lane Society der Herrnhuter Brüdergemeine.
Das letztgenannte Werk und alle folgenden waren nicht mehr streng naturwissenschaftlich
gehalten. Swedenborg wandte sich von nun an ausschließlich theosophischen Studien zu. Hierdurch wollte er sich – wie er erklärte – auf einen von Gott selbst ihm eingegebenen Beruf vorbereiten, der in der Gründung einer Neuen Kirche bestehen würde. Diese sei bereits im neutestamentlichen Buch der Offenbarung verheißen.
Swedenborg glaubte diese Mission zu erfüllen, indem er das Wort Gottes in der (nach seinem Sinn) wahren Bedeutung auslegte, ein vollständiges System einer neuen Religionslehre aufstellte und die Natur des Geisterreiches und dessen Zusammenhang mit der Menschenwelt in Visionen enthüllte, von denen mehrere die Aufmerksamkeit Kants erregten und diesen veranlassten, sich in der Schrift Träume eines Geistersehers (1766) mit Swedenborg als einem „Kandidaten des Hospitals“ und „Erzphantast unter allen Phantasten“, der ihn mit seinen Berichten aus der Welt jenseits des Todes in ein „Schlaraffenland der Metaphysik“ verschleppen wolle, kritisch auseinanderzusetzen. Das Werk Arcana caelestia bezeichnete Kant als „acht Quartbände voll Unsinn“.
Um seine religiösen Ideen ungestört verwirklichen zu können, gab Swedenborg 1747 seine amtliche Stellung auf. In den nachfolgenden Jahren lebte er von einer königlichen Pension.
Am 19. Juli 1759 soll er von Göteborg aus den 400 Kilometer entfernt stattfindenden Stadtbrand seiner Heimatstadt Stockholm beschrieben haben, um damit zu beweisen, dass er über hellseherische Fähigkeiten verfüge. Laut dem Swedenborg-Biografen Lars Bergquist sei dies jedoch erst am 29. Juli, zehn Tage nach dem Brand, geschehen.
Während einer Reise, welche er 1771 im Interesse seiner Lehre unternahm, erkrankte er in London und starb dort am 29. März 1772. Seine Grabstätte befindet sich im Dom zu Uppsala (Schweden).

Die Zahl seiner Anhänger, der „Swedenborgianer“, nahm langsam zu; sie verbreiteten sich, wenn auch nur sporadisch, über Schweden, Polen, England und Deutschland. Am meisten fasste die Neue Kirche oder Kirche des neuen Jerusalem (engl. New Church, New Jerusalem Church) in England Fuß, später auch in Nordamerika.

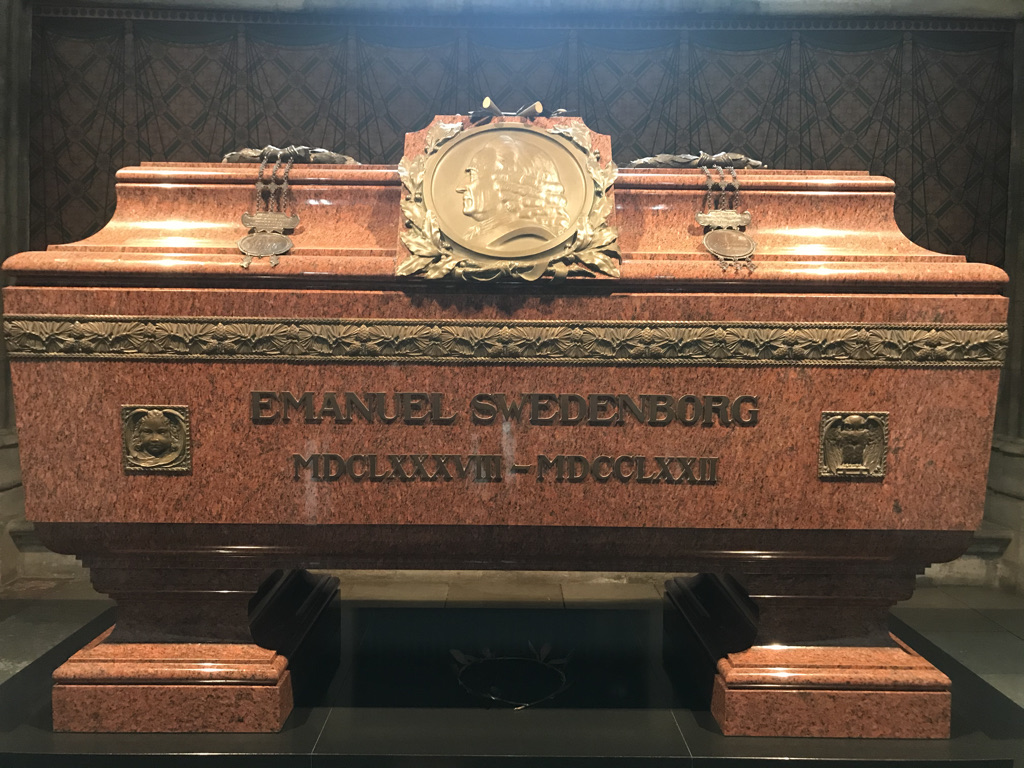
Grab Emanuel Swedenborg

## Theosophische Lehre

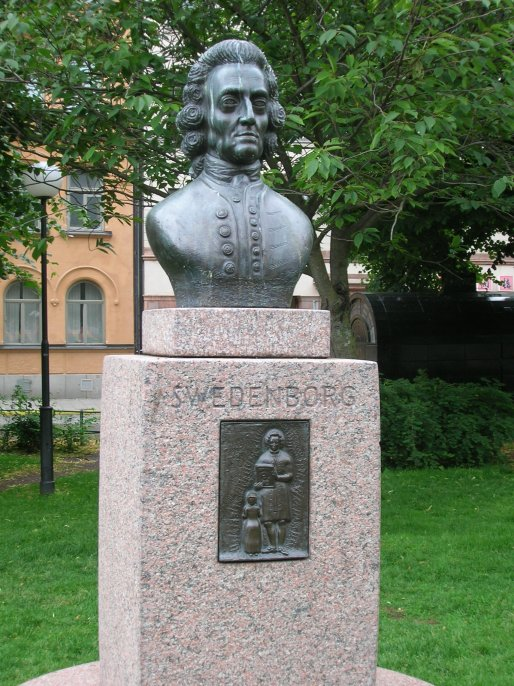
Swedenborg-Büste mit mystischer Allegorie im Relief am Mariatorget

### Swedenborg über seine Lehre
Bei seiner Erkenntnis der göttlichen und geistigen Welt berief sich Swedenborg auf die Bibel und auf „Gespräche mit Engeln und Geistern“, die er nach seiner eigenen Aussage geführt haben will. Ihm war bewusst, dass er damit auf viel Unverständnis stoßen würde:

„Ich sehe voraus, dass viele, welche das hier Folgende und die Denkwürdigkeiten hinter den Kapiteln lesen, dieselben für Erfindungen der Phantasie halten werden; allein ich versichere in Wahrheit, dass sie keine Erfindungen, sondern wirklich Geschehenes und Gesehenes sind. Gesehen nicht in irgendeinem Betäubungszustande des Gemüths, sondern im Zustande des völligen Wachens.“

Völlig im Einklang mit den Lehren des Spiritismus mahnte er, dass der Mensch vorsichtig mit den von den Geistern empfangenen Informationen umgehen solle, da diese ihrer jeweiligen moralischen und intellektuellen Entwicklungsstufe entsprächen, das heißt, sie könnten wahr oder falsch, ehrlich oder betrügerisch sein.

### Gott, Schöpfung, Mensch
Die göttliche Weisheit ist in Swedenborgs Schriften eines der beiden Wesensmerkmale Gottes – das andere ist die göttliche Liebe. Neben diesen Haupteigenschaften des Urgrundes, werden die Attribute Gottes Einheit, Allgegenwart, Allmacht, Allwissenheit, Unendlichkeit und Ewigkeit genannt. Weisheit und Liebe werden als untrennbar eins beschrieben: „Die göttliche Liebe gehört der göttlichen Weisheit an, und die göttliche Weisheit der göttlichen Liebe“. In Swedenborgs Entsprechungslehre wird Gott (Christus als geistige Sonne geschaut) in Entsprechung zur natürlichen Sonne gesetzt. Wie die Strahlen der natürlichen Sonne vom Menschen als Licht und Wärme wahrgenommen werden, so werde die geistige Sonne als geistiges Licht (die göttliche Weisheit) und als geistige Wärme (die göttliche Liebe) in der „Welt der Geister“ erlebt. Die göttliche Weisheit und Liebe sei Substanz und Form, welche sich in das geschaffene Weltall ergießt. Engel, Geister (Menschen ohne physischen Körper) und Menschen sind nach Swedenborg Aufnahmegefäße dieses göttlichen Stromes. Daher werde das Leben eines jeden Menschen und vor allem auch seine Entwicklung nach dem Tod davon bestimmt, wie viel er von dieser Weisheit und Liebe in freiem Wollen in sich aufnehme. Da die Wesen in ihrem Willen frei seien, könnten sie sich auch gegen die göttliche Weisheit und Liebe entscheiden, indem sie sich, anstatt den „himmlischen“ Formen der Liebe, der Gottesliebe und Nächstenliebe (Altruismus), den „höllischen“ Formen der Liebe, der „Weltliebe“ und „Selbstliebe“ (Selbstsucht) zuwenden.
Eine wesentliche Rolle in Swedenborgs Schriften spielt die Lehre von den Entsprechungen. Danach hat sich alles Sein und Leben von Gott aus abwärts entfaltet. Vom Herrn geht das Himmlische, das Geistige und das Natürliche aus. Das Himmlische ist die göttliche Liebe und das Gute. Das Geistige ist die göttliche Weisheit und das Wahre. Das Natürliche ist die unterste Stufe.
Der Mensch ist ein Abbild Gottes und enthält eine Entsprechung dieser drei Elemente der Schöpfung. Der „innere Mensch“ bildet das Himmlische und Geistige, der „mittlere“ das Vernünftige und der „äußere“ das Sinnliche. Das Innere des Menschen lebt nach dem Tod und in Ewigkeit. Das eigentliche Leben eines Menschen ist seine Liebe, womit die Liebe zum Guten oder Bösen gemeint ist. Gott hat ihm den freien Willen verliehen, damit er sich als selbständiges Wesen fühle und aus eigener Entscheidung Gott liebe.
Der menschliche Körper besteht aus vielen einzelnen Zellen, durch deren Zusammenspiel der ganze Körper funktioniert. Swedenborg überträgt dieses Bild auf die geistige Welt. Für ihn gruppieren sich Geistwesen zu Gemeinschaften. Diese Gemeinschaften schließen sich wiederum zusammen im „Größten Menschen“ (lat. homo maximus), dessen Glieder Geistergemeinschaften sind und dessen Zellen die einzelnen Geister sind.
Diese These hat eine gewisse Ähnlichkeit mit dem, was die analytische Psychologie nach Jung als kollektives Unbewusstes bezeichnet:

„Der Arzt in mir weigert sich, das seelische Leben eines Volkes als jenseits psychologischer Grundregeln stehend zu betrachten. Für ihn ist die Seele des Volkes bloß ein etwas komplexeres Gebilde als die Seele des Einzelnen […] Denn etwas in unserer Seele ist nicht einzeln, sondern Volk, Gesamtheit, ja Menschheit. Irgendwo sind wir Teil einer einzigen großen Seele, eines einzigen größten Menschen, um mit SWEDENBORG zu reden.“

Swedenborg unterscheidet zwischen einem inneren (geistigen) und einem äußeren (natürlichen) Menschen. Der geistige Mensch sei „im Glanz des Himmels“ er werde in der Lehre des Christus lebendig genannt. Der natürliche Mensch, welcher bloß im Licht der Welt sei, wird „tot“ genannt. Der innere Mensch sei ein „Engel des Himmels“ und der Mensch dazu bestimmt, dieser Engel in seinem Inneren zu werden, indem er die göttliche Weisheit und Liebe lebe. Swedenborg postuliert einen ewigen Fortschritt aller Wesen in Wachstum und Entfaltung der göttlichen Weisheit und Liebe. Alle Engel sind früher auch einmal Menschen gewesen und haben sich seitdem durch Liebtätigkeit hinauf entwickelt. Besonderes Aufsehen und den Widerwillen der schwedischen Reichskirche rief die mit geistiger Schau begründete Lehre hervor, dass im Himmel nicht nur Christen, sondern auch Nichtchristen und Heiden anzutreffen seien, da Gott nicht auf die Glaubensüberzeugungen sehe, sondern darauf, ob der jeweilige Mensch im Guten der himmlischen Liebe sei.

### Himmel, Hölle
Die Seele ist der eigentliche Mensch, und der Körper ist nur sein Organ, durch das er in der irdischen Welt tätig ist. „Hieraus erhellt, dass der Mensch, wenn er stirbt, nur von einer Welt in die andere übergeht“.
Seine Herausführung aus dem irdischen Körper in die geistige Welt ist die Auferweckung. Dabei wird das Bewusstsein nicht unterbrochen, so dass er zunächst den Eintritt des Todes nicht wahrnimmt. Auch in der geistigen Welt erscheint er völlig in menschlicher Gestalt. Er kann aber nicht mit leiblichen Augen gesehen werden, sondern nur von Geistern.
Zuerst betritt der Abgeschiedene die Geisterwelt. Sie ist „ein Mittelort zwischen Himmel und Hölle und ist auch ein Mittelzustand nach dem Tode“. Beim Übergang kommt es zum Jüngsten Gericht. Hierunter wird das Letzte Gericht eines Menschen verstanden, das kurz nach seinem Ableben stattfindet und nicht erst am Ende der Welt, wie es in anderen Glaubensrichtungen dargestellt wird.
Das Gericht ist die Selbstenthüllung des inneren Menschen. Alle Masken fallen, und er wird nun auch äußerlich zu dem, was er innerlich ist. Jeder Mensch hat ein „inneres Gedächtnis“, ein „Buch des Lebens“, in dem sein Leben und seine Taten aufgezeichnet sind. Das Gericht findet ohne Richter und Urteil statt. Es ist vielmehr eine Klärung seines Lebens, in dem die Seele ihre innere Neigung voll entwickelt.
Weil die meisten nicht eindeutig nur das Gute oder das Böse liebten, wird bei denen, die überwiegend das Gute liebten, „das Falsche entfernt, und werden ihnen die aus ihrem Guten übereinstimmenden und gleichförmigen Wahrheiten gegeben, und bei den Bösen daselbst werden die Wahrheiten weggeschafft, und es wird ihnen das mit ihrem Bösen übereinstimmende Falsche gegeben“.
Nun ist die Grundrichtung festgelegt, und fortan gilt der Grundsatz „Gleich und gleich gesellt sich gern“. Jeder Geist wird von einer Sphäre seines Inneren und somit des Wahren oder Falschen umgeben. Daran wird er erkannt und erkennt er auch die anderen. Den Bösen zieht es zu den Bösen, und es entsteht eine Gesellschaft von Teufeln, die sich gegenseitig quälen. Die Höllenqual ist keine von Gott verhängte Strafe, sondern eine Selbstbestrafung des bösen Menschen, der seiner falschen Liebe folgte und sich selbst in die Hölle stürzte.
Während die Hölle von der Selbstliebe beherrscht wird, gibt es im Himmel die Gottes- und Nächstenliebe. Darum wird der Mensch den Menschen hier ein Engel. Schon im Mittelzustand fühlen sich die Guten bei den geistigen Engeln wohl. Sie werden dann für ihre Aufnahme in den Himmel vorbereitet. Wenn ihr Gewissen durch Unwissenheit oder Irrlehren entstellt wurde, müssen sie ihre falschen Grundsätze ablegen, was für manche ein sehr hartes Erlebnis sein kann. Danach werden sie unterwiesen, mit Engelsgewändern bekleidet und auf den Weg gebracht, der aufwärts zum Himmel führt.
Die Engel kommen alle aus dem menschlichen Geschlecht und wurden zu Engeln, weil sie in der Welt in himmlischem Lieben und Glauben gelebt haben. Die Kleider der Engel entsprechen ihren Einsichten. Die der Einsichtsvollsten schimmern wie Feuerglanz.

### Eheliche Liebe
In seinem späten Werk Die Eheliche Liebe (vollständiger Titel: Die Wonnen der Weisheit über die eheliche Liebe sowie die Wollüste der Torheit über die buhlerische Liebe) schrieb er über die Entwicklung Liebender nach dem Tod.
Mann und Frau sind in der irdischen Erscheinung unterschiedliche Wesen. Nach dem Tod erkennen sich die Ehegatten wieder, gesellen sich zusammen und leben meist einige Zeit miteinander. Wenn sie aber allmählich ihr Äußeres ablegen und in ihr Inneres eintreten, erkennen sie, welche Liebe und Zuneigung sie zueinander gehegt haben, und es entscheidet sich, ob sie zusammenleben können oder nicht. Wenn sie zusammenpassen, werden sie in Ewigkeit zusammenbleiben. Andernfalls trennen sie sich, und jeder wird sich einen passenden Partner suchen. Wer auf der Erde mehrere Gatten oder Geliebte hatte, nimmt in der anderen Welt entweder einen von diesen an oder verlässt alle. Solche Trennungen sind häufig, denn die im irdischen Leben geschlossenen Ehen sind meist äußerlich.
Die Ehe im Himmel ist notwendig, weil Mann und Frau alleine keine vollständigen Menschen sind. Zwei Ehegatten, die innerlich vereinigt sind, erscheinen im Himmel nicht als zwei Menschen, sondern als ein geschlechtsloser (androgyner) Engel.
Die Gatten, die in die Hölle kommen, werden dagegen voneinander getrennt, denn sie waren nur durch eine geschlechtliche, nicht aber durch die eheliche Liebe miteinander verbunden.

### Verhältnis zu anderen Lehren
Für Swedenborg ist ein Glaube ohne Liebestätigkeit kein Glaube und widerspricht jeglicher Religion. Das Einhalten der Gebote Gottes, die tätige Liebe und das Streben nach dem Sittlichen und Geistigen führen den Menschen in den Himmel.
Aus theologischer Sicht gibt es Gegensätze zu anderen christlichen Glaubensrichtungen. Swedenborg kritisiert das Dogma der Trinität, die Vorstellung von der Erbsünde, die Prädestination und die lutherische Rechtfertigungslehre. Trotz dieser Gegensätze ruft er zu religiöser Toleranz auf:

„In der Christenheit unterscheiden sich die Kirchen nach ihren Lehrbestimmungen. Daher nennen sie sich Römisch-Katholische, Lutheraner, Calvinisten oder Reformierte und Evangelische usw. Man nennt sie so lediglich aufgrund ihrer Lehren. Das wäre durchaus nicht der Fall, wenn sie die Liebe zum Herrn und die tätige Liebe zum Nächsten zur Hauptsache machen würden. Dann nämlich wären jene Dinge nur Meinungsverschiedenheiten in den Geheimnissen des Glaubens, welche die wahren Christen dem Gewissen eines jeden überlassen. Wahre Christen sagen in ihrem Herzen, ein wahrer Christ sei, wer als Christ lebt bzw. wie der Herr lehrt. Auf diese Weise würde aus allen verschiedenen Kirchen eine einzige werden, und alle Zwistigkeiten, die aus der bloßen Lehre entstehen, würden verschwinden, ja der gegenseitige Hass würde augenblicklich vergehen und das Reich des Herrn auf Erden entstehen.“

Zum Islam sagte er, dass diese Religion notwendig ist, um andersartigen Seelen einen Weg aufzuzeigen. Auch Muslime können zum Herrn gelangen, wenn sie Werke der Liebe tun.

## Wirkung
- Um 1786 versuchte Alessandro Cagliostro, seine Ritualistik der „Ägyptischen Freimaurerei“ mit jener Swedenborgs zu verbinden, und unternahm erfolglose Anstrengungen in London, einen neuen Tempel eines neuen Jerusalems zu gründen.
- Der Mormonismus hat besonders in seiner Frühzeit viele Anregungen aus der Swedenborgschen Lehre aufgenommen, diese allerdings in einigen wesentlichen Details auch abgeändert.
- Der Swedenborg-Anhänger Charles Bonney, Mitglied der Chicagoer Swedenborg Church, begründete 1893 anlässlich der Weltausstellung in Chicago das 1. Weltparlament der Religionen. Er wollte die materialistische, triumphale Weltindustriemesse durch ein spirituelles Welttreffen der Religionen ergänzen. Auf besonderen Zuspruch traf seine Idee vor allem bei den modernen Theosophen, welche insbesondere durch Henry Steel Olcott und Annie Besant als festes Programm eine „Bruderschaft der Religionen“ vertraten und heute noch vertreten.[5][6]

Als beeinflusst gelten:
- Bildende Kunst: Joseph Beuys, Paul Gauguin, Gerhard Gollwitzer, Hermann Huber, Nabis
- Literatur: Honoré de Balzac, Charles Baudelaire, William Blake, Jorge Luis Borges, Thomas Carlyle, Fjodor Dostojewski, Robert Frost, Johann Wolfgang von Goethe, Walter Hasenclever[10], Heinrich Heine, E. T. A. Hoffmann, Henry James, Johann Heinrich Jung-Stilling, Helen Keller, Richard Matheson, August Strindberg, Martin Walser, Franz Werfel, William Wordsworth, William Butler Yeats
- Musik: Arnold Schönberg, Anton Webern
- Philosophie: Franz von Baader, Ralph Waldo Emerson, Karl Christian Friedrich Krause, Friedrich Schelling, Arthur Schopenhauer, Daisetz Teitaro Suzuki
- Psychologie: Gordon Allport, Gustav Theodor Fechner, William James, C.G. Jung
- Theologie: Philipp Matthäus Hahn, Jakob Lorber, Johann Friedrich Oberlin, Friedrich Christoph Oetinger[11]

Der Swedenborg-Ritus, ein „irreguläres“ freimaurerisches Hochgradsystem von 30 Graden, beruft sich auf Swedenborg, der jedoch keinen Einfluss hierauf hatte.

## Deutsche Übersetzungen
Zunächst begann der evangelische Prälat Friedrich Christoph Oetinger in Württemberg mit der Übersetzung mehrerer Schriften, wandte sich aber später wieder davon ab. Zeitweilig wirkte Swedenborg durch die Übersetzungen auch auf Oetingers ehemaligen Vikar Philipp Matthäus Hahn.
Die wesentlichen Übersetzungen stammen vom Tübinger Philosophieprofessor und Universitätsbibliothekar Johann Friedrich Immanuel Tafel (1796–1863), der 21 lateinische Werke Swedenborgs neu herausgab und 15 ins Deutsche übersetzte.

## Theosophische Werke

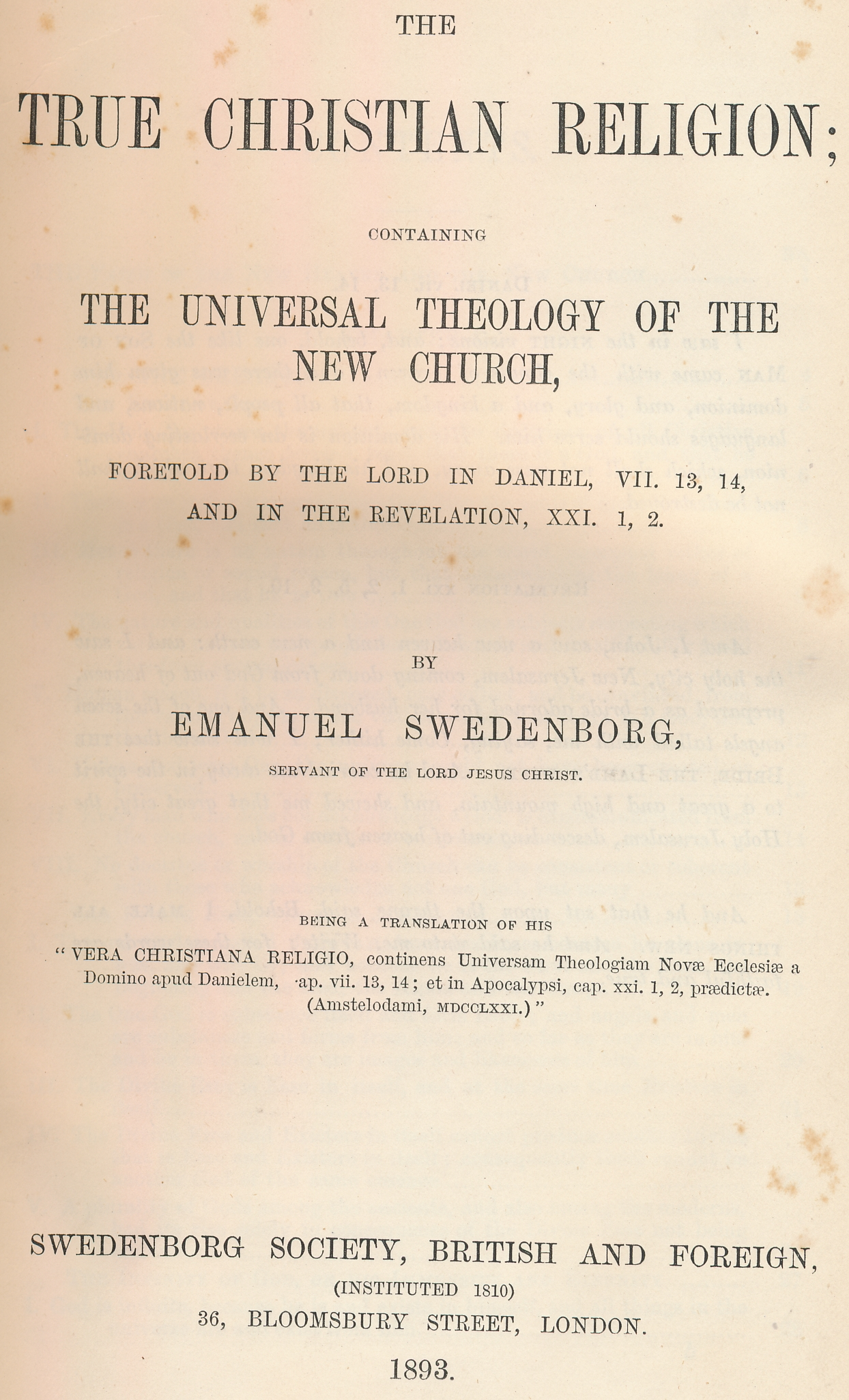
Titelblatt zu Emanuel Swedenborg: The True Christian Religion, herausgegeben von der Swedenborg Society, London 1893

- Arcana coelestia, 8 Bände. London 1749–1756. Deutsche Ausgabe hrsg. von Johann Friedrich Immanuel Tafel, 13 Bände; Tübingen 1833–1842. Deutsch: Himmlische Geheimnisse, 16 Bände; Übersetzung von Johann Friedrich Immanuel Tafel; Tübingen 1842–1870
- De Coelo et eius mirabilibus, et de inferno. London 1758. Deutsch: Himmel und Hölle; Übersetzung von Johann Friedrich Immanuel Tafel; 3. Aufl., Tübingen 1873
- De nova Hierosolyma et ejus doctrina. London 1758. Deutsch: Vom Neuen Jerusalem und seiner himmlischen Lehre; Übersetzung von Johann Friedrich Immanuel Tafel; Tübingen 1860
- Apocalypsis explicata. London 1761. Deutsch: Die Offenbarung erklärt nach dem geistigen Sinn, 4 Bände; Übersetzung von Tafel; Tübingen 1824–1831
- Apocalypsis revelata. 1766. Deutsch: Die Enthüllte Offenbarung; Übersetzung von Johann Friedrich Immanuel Tafel; Tübingen
- Vera christiana religio. London 1771. Deutsche Ausgabe hrsg. von Tafel, Stuttgart 1857. Deutsch: Die Wahre Christliche Religion, 3 Bände; Übersetzung von Johann Friedrich Immanuel Tafel; Tübingen 1855–1858
- Delitiae sapientiae de amore conjugiali post quas sequuntur voluptates insaniae de amore scortatorio. Amsterdam 1768. Deutsch: Die Eheliche Liebe; Übersetzung von Johann Friedrich Immanuel Tafel; Tübingen 1845, 4. Auflage 1964.
- Auserlesene Schriften. 4 Bände; Hechtel, Frankfurt (Main) 1776.
  - Bd. 1 (Digitalisat und Volltext im Deutschen Textarchiv)
  - Bd. 2 (Digitalisat und Volltext im Deutschen Textarchiv)
  - Bd. 3 (Digitalisat und Volltext im Deutschen Textarchiv)
  - Bd. 4 (Digitalisat und Volltext im Deutschen Textarchiv)
- Emanuel Swedenborg: The True Christian Religion, herausgegeben von der Swedenborg Society, London 1893
- Himmel und Hölle. Herausgegeben und kommentiert von Hans-Jürgen Hube nach der Übersetzung von J.F.I. Tafel, 5. Auflage 1910. marixverlag, Wiesbaden 2005, ISBN 3-86539-056-0, 2. Auflage 2012, ISBN 978-3-86539-277-0.

## Biographien
- James John Garth Wilkinson: Emanuel Swedenborg: A Biography. William Newbery, London 1849, urn:nbn:de:bvb:12-bsb10067272-1.
- Schaarschmidt (Elberfeld 1862)
- M. Matter: Emmanuel Swedenborg, sa vie, ses écrits et sa doctrine. Paris 1863
- Wiliam White: Emanuel Swedenborg: Life and writings of Swedenborg. (2. Aufl., London 1874)